# ویلی کابایرو
ویلفردو دنیل «ویلی» کابایرو لازکانو (به اسپانیایی: Wilfredo Daniel "Willy" Caballero Lazcano) (زاده ۲۸ سپتامبر ۱۹۸۱) بازیکن سابق و مربی فوتبال اهل آرژانتین است.
او تاکنون در تیمهای بوکا جونیورز، الچه، آرسنال ساراندی، مالاگا، منچسترسیتی و چلسی بازی کرده است.